# Джиніус Чикзікве
Джиніус Чикзікве (нар. 3 серпня 1979) — колишній зімбабвійський тенісист.
Найвищу одиночну позицію світового рейтингу — 389 місце досяг 2 серпня 2004, парну — 380 місце — 7 квітня 2003 року.

## Титули в одиночному розряді
| Легенда                |
| Великий шлем (0)       |
| Tennis Masters Cup (0) |
| Серія Мастерс ATP (0)  |
| Тур ATP (0)            |
| Челленджери (0)        |
| Ф'ючерси (1)           |

| Ранг | Дата           | Турнір | Покриття | Суперник       | Рахунок       |
| 1.   | 18 серпня 2003 | Лагос  | Тверде   | Валентен Санон | 6–1, 7–6(7–2) |